# Huguette Gaulin
 (mai 2012).
Si vous disposez d'ouvrages ou d'articles de référence ou si vous connaissez des sites web de qualité traitant du thème abordé ici, merci de compléter l'article en donnant les références utiles à sa vérifiabilité et en les liant à la section « Notes et références ».
Huguette Gaulin Bergeron (Montréal, 1944-1972) est une écrivaine et poétesse canadienne.

## Biographie
On ne sait que peu de choses de la vie d'Huguette Gaulin, si ce n'est qu'elle naît à Montréal en 1944, issue d'une famille de cinq enfants, et qu'elle commence à fréquenter le groupe des Herbes rouges par lequel elle est découverte au début des années 1970. Sa poésie est généreuse, moderne et en rupture avec les canons classiques, comme la plupart des œuvres du catalogue de cet éditeur. Son premier recueil, Lecture en Vélocipède, publié pour la première fois en 1972, est salué par la critique. Elle a auparavant publié une trentaine de poèmes dans la revue littéraire La Barre du jour.
Victor-Lévy Beaulieu rapporte qu'elle souffrait d'une grave maladie mentale, probablement une forme de schizophrénie, qui provoquait chez elle des hallucinations et la plongeait dans l'irréalité. Sa maladie couplée à son désir d'alerter la conscience sociale à propos, entre autres, de l'écologie qui la préoccupe fortement, la porte à s'immoler par le feu à l'âge de 27 ans, le 4 juin 1972, sur la Place Jacques-Cartier de Montréal. Ses dernières paroles furent : « Vous avez détruit la beauté du monde ». À ses côtés fut retrouvé son calepin de notes, dont elle ne se séparait jamais, et dans lequel elle avait consigné ses dernières réflexions. Elle est décédée des suites de ses blessures le 6 juin 1972.
Luc Plamondon s'est inspiré de l'évènement pour écrire la chanson « Le Monde est fou », interprétée tout d'abord par Renée Claude en 1973 et incorporée à son album intitulé Ce soir, je fais l'amour avec toi, puis retouchée pour devenir « Hymne à la beauté du monde » en 1979, sur une musique de Christian Saint-Roch et interprétée alors par Diane Dufresne sur son album Strip-tease. Cette chanson a depuis été interprétée par de nombreux autres chanteurs québécois, tels Isabelle Boulay, Garou, Marie-Élaine Thibert ou même Éric Lapointe.
En 2007 l'auteur et metteur en scène Christian Lapointe lui dédie sa pièce C.H.S. (pour combustion humaine spontanée). En 2025, la pièce Place du Parlement, mise en scène par David Bouchard, lui est également dédiée.
Normand de Bellefeuille, qui rédige la préface de l'édition de 1983 de Lecture en Vélocipède, estime que l'entrée de cette œuvre au catalogue des Herbes rouges « vient confirmer, par la force et l'originalité de ses propositions esthétiques et langagières, la grande valeur d'une poésie trop longtemps occultée ; une poésie de l'urgence, magistrale, et des obsessions lumineuses. Lecture en Vélocipède demeure l'un des textes les plus résistants de la poésie québécoise contemporaine. L'approche critique d'Huguette Gaulin restera à jamais aussi honnête que clairvoyante. »

## Œuvres
- Nous avions le choix… et Et surgit autour l'arrivée… ont paru dans Les Herbes Rouges, No 4, Montréal, décembre 1971
- Lecture en vélocipède, novembre 1972, rééditions ; 1983, 2006, éd. Les Herbes Rouges
- Contribution à la revue littéraire La Barre du Jour